# Cultura mesei în vremea califului Harun al-Rashid
Cultura mesei (sau arta culinară) suscită interesul abbasizilor încă de la începuturile califatului, când dezvoltarea comerțului oferă populației mijloacele de a-și satisface fanteziile culinare. Se consideră că perioada de glorie a Bagdadului este reprezentată de domnia lui Harun al-Rashid (n. 17 martie 763 - d. 24 martie 809). Astfel, Bagdadul cunoaște o inegalabilă înflorire cultural-științifică și socio-economică. Tot în această vreme a fost fondată și celebra Casă a înțelepciunii (Bayt al-Hikma).

## Obiceiuri culinare din epocă
În epoca lui Harun al-Rashid exista obiceiul ca, atunci se organiza o masă la un neguțător bogat sau la un înalt funcționar, aceasta să fie subiect de discuție în întreg Bagdadul, uneori devenind sursă de inspirație pentru anumite creații circumscrise literaturii populare .
Dacă gazda prezenta la cină un fel necunoscut de mâncare mesenilor, atunci reputația casei este asigurată pentru mult timp. Contextul politic al epocii a favorizat pătrunderea unor elemente culinare persane sau bizantine în imperiu și, ceva mai târziu, a celor turcești. În această perioadă gastronomia face parte din bunele maniere, din însăși cultura societății .
Bucătarii iscusiți erau cumpărați pe piața sclavilor la prețuri exorbitante .
Înainte de ospăț, un slujitor turna apă dintr-o carafă pe mâinile oaspeților, începând cu stăpânul casei: „Roaba cea micuță (…) le aduse un lighenaș și vasul de aur umplut cu apă înmiresmată pentru mâini; apoi veni cu o carafă minunat împodobită cu rubine și diamante, plină cu apă de trandafiri, din care le turnă în fiecare ca să-și clătească barba și obrajii; după aceea le aduse  parfum de aloe într-un micuț gavanos de aur și le înmiresmă veșmintele, cum e obiceiul” (A 152-a noapte) . Apoi, stăpânul casei sau cel mai vârstnic dintre invitați începe să mănânce. Bucatele sunt aduse una după alta sau sunt așezate toate laolaltă, fie pe un ștergar, fie pe o frunză de palmier, ori chiar pe o piele de animal, așternută pe jos .
În casele înstărite, masa joasă, aproape întotdeauna rotundă, este din lemn sau piatră, mai ales onix, încrustată cu abanos, jasp sau sidef . Nu se mânca la masă, aceasta servea așezării platourilor cu felurile de mâncare . Se mânca cu mâna, dar se foloseau cuțite și linguri . Bucățile de mâncare se tăiau cât mai mărunt, se mânca cu grijă, fără a murdări degetele cu grăsime, fără a sorbi măduva din oase, fără a alege pentru sine ficatul sau pieptul de pasăre și nici creierul sau rinichii, considerate a fi cele mai bune . Meseanul nu avea voie să-și lingă degetele, nici să-și umple gura cu mâncare, nici să pună prea multă sare în bucate sau să folosească scobitoarea în prezența celorlalți .
În timpul mesei nu se bea niciodată vin, ci apă îndulcită cu zahăr, adusă rece de la gheață și parfumată cu mosc și apă de trandafiri . În timpul verii apa de la gheață era considerată un adevărat lux . Vinul era băutura serilor petrecute între prieteni, în tovărășia cântărețelor, muzicanților și poeților și uneori … se bea cam mult! 

## Gastronomia și literatura
Apar cărți cu învățături în ceea ce privește arta culinară, precum cea menționată de Masudi, persană de origine și tradusă ulterior în arabă, în care un rege sassanid își întreabă fiul în timp ce îi examinează cunoștințele: „Care sunt bucatele cele mai alese, păsările cele mai frumoase, cărnurile cele mai gustoase, peltelele cele mai răcoritoare, fierturile cele mai bune, fructele cele mai parfumate, cântecele cele mai plăcute, cele șapte ierburi pentru supe, florile cele mai înmiresmate, femeile cele mai fermecătoare și bidivii cei mai iuți?”.
Harun al-Rashid este înfățișat în cele 1001 de nopți gătind un pește: „Harun a luat tigaia, a așezat-o pe foc, a pus în ea untul și a așteptat. Când untul a început să sfârâie, a luat peștele pe care-l curățase bine de solzi, îl spălase, îl sărase și îl tăvălise ușor prin făină și l-a așezat în tigaie. După ce peștele s-a fript bine pe o parte, l-a întors pe cealaltă cu o îndemânare fără greș, iar când s-a fript cum trebuie, l-a scos din tigaie și l-a întins pe niște frunze mari și verzi de bananier. Apoi s-a dus în grădină să culeagă câteva lămâi, pe care le-a tăiat felii și le-a rânduit pe frunzele de bananier și a dus totul mesenilor, în sala de ospăț” .
Unii dregători de la curte scriu cărți de bucate, precum Ibrahim Al-Mahdi, generalul Al-Harit bnu-Bashir . S-au scris și cărți de dietetică, precum Cartea alimentelor a medicului evreu Suleiman Al–Israili, tradusă și în latină și utilizată până în secolul al XVIII-lea de școala de la Salerno .
Bucatele devin și subiect de poezie în această perioadă . Un savant din secolul al VIII-lea, Salih bnu-Abd al Quddus, critică acest lucru: „Trăim printre animale ce rătăcesc în căutarea pășunilor, dar care nu încearcă să înțeleagă. Dacă scrii despre pești și legume, capeți în ochii lor haruri de seamă, dar dacă vorbești despre știința adevărată, îi apasă greul și plictisul” .

## Preferințe gastronomice
La pregătirea mâncărurilor se foloseau condimente scumpe, deoarece acestea erau importate din Asia de Sud–Est sau chiar din Africa: piper, nucșoară, scorțișoară, mosc, ghimber, cuișoare . De asemenea, erau utilizate și numeroase plante aromatice: pătrunjel, mentă, mac, cuscută, frunze și boboci de trandafir, fistic, usturoi, ceapă, muștar etc.  Cu cât mâncarea avea mai multe ingrediente și cu cât pregătirea ei dura mai mult, cu atât aceasta era considerată mai reușită .
Carnea de pui era în vârful piramidei preferințelor caselor înstărite, din aceasta pregătindu-se un număr nesfârșit de feluri de mâncare . În Kitab Wuslaiba al–Habib se găsesc peste 74 de rețete: pui cu fistic, cu dulceață de trandafiri, cu jeleu de mure, cu pătrunjel, cu portocale etc.  În zona rurală din împrejurimile Bagdadului, chiar și în oraș, se creșteau găini pentru ouă proaspete . De cele mai multe ori, după ce puiul fusese lăsat o noapte la macerat, se fierbea și se tăia în bucăți, după care era fript în ulei de susan .
Pe lângă pui, se consuma carne de capră, de vită, de miel și de oaie sau pește . Carnea de oaie și cea de pui erau recomandate de medici, rezervați în privința cărnii de vită, considerată a fi prea uscată; recomandau ca vitele să fie crescute pentru lapte .
Printre cele mai frecvente legume se întâlneau mazărea, bobul și fasolea, care se pregătesc sub formă de supe, fierturi în apă cu sare servite cu ulei de susan sau de nucă ori cu pesmet . Vinetele sunt de asemenea foarte apreciate și frecvent întâlnite, prăjite cu oțet sau cu lapte sau gătite sub formă de supă . Morcovii, prazul erau evitate, din cauza mirosului, de persoanele „distinse”, dar se punea usturoi și ceapă în mâncăruri . Sparanghelul, de asemenea foarte apreciat, este motiv frecvent în poezie, cel mai bun fiind considerat cel de Damasc . Cresonul, ridichile, spanacul, sfecla, lăptuca erau și ele întâlnite, însă rafinații evitau tot ce „colorează dinții și gingiile” .
Cu mai bine de douăsprezece veacuri în urmă, Orientul era cunoscut sub numele de țara dulciurilor și a zaharicalelor, prezente în casa bogatului și săracului deopotrivă . Majoritatea erau pregătite din migdale, zahăr, ulei de susan, lapte, sirop, parfumate cu apă de trandafiri, mosc, scorțișoară . Cultivarea trestiei de zahăr se practica în tot Orientul Apropiat cu puțină vreme înainte de Hegira .
Buna reputație a unei mese era conferită de aspect. O serie de rețete din Evul Mediu musulman conțin sfaturi în acest sens . Șofranul era foarte mult folosit, deoarece dădea mâncărurilor o culoare aurie. Întotdeauna erau pregătite feluri numeroase de mâncare, chiar dacă erau puțini meseni .
Este celebră masa organizată de un cântăreț celebru, Ișak bnu-Ibrahim, unde s-au servit nu mai puțin de treizeci de zburătoare, pregătite în feluri diverse, cărora li se adaugă celelalte feluri de mâncare și deserturile calde și reci . Toate acestea pentru trei persoane! 

## Credințe legate de gastronomie
Arabii considerau că „O masă fără legume e ca un bătrân lipsit de înțelepciune” și că „Legumele sunt podoaba unei mese” .
Pe de altă parte, la cină se invita un număr limitat de persoane în general: „pe lângă stăpânul casei și muzicant, trei persoane sunt o tovărășie plăcută . Dacă ajung la șase, alcătuiesc o gloată.” sau „Mai puțin de cinci înseamnă singuratăte, iar mai mult, un suk”. 